# Cainiao
Cainiao Smart Logistics Network Limited (chinesisch: 菜鸟网络科技有限公司), früher bekannt als China Smart Logistics Network, ist ein chinesisches Logistikunternehmen, das am 28. Mai 2013 von der Alibaba Group gemeinsam mit acht anderen Unternehmen gegründet wurde. 2018 hatte das Unternehmen einen Wert von 100 Milliarden Yuan. Der Sitz ist in Hangzhou.

## Angebote
Cainiao gewährleistet die Lieferung innerhalb von 24 Stunden in jede Region Chinas. Außerdem wird zusammen mit anderen Logistikunternehmen ein weltweiter Versand angeboten.

## Unfälle und Zwischenfälle
Am 8. Januar 2022 fing der Aviastar-TU-Flug 6534, eine von Cainiao geleaste Tupolev Tu-204, während des Pushbacks für einen Flug vom internationalen Flughafen Hangzhou Xiaoshan zum Flughafen Tolmachevo Feuer. Keiner der acht Insassen an Bord wurde verletzt, das Flugzeug war jedoch zerstört.